# Hartveldseweg

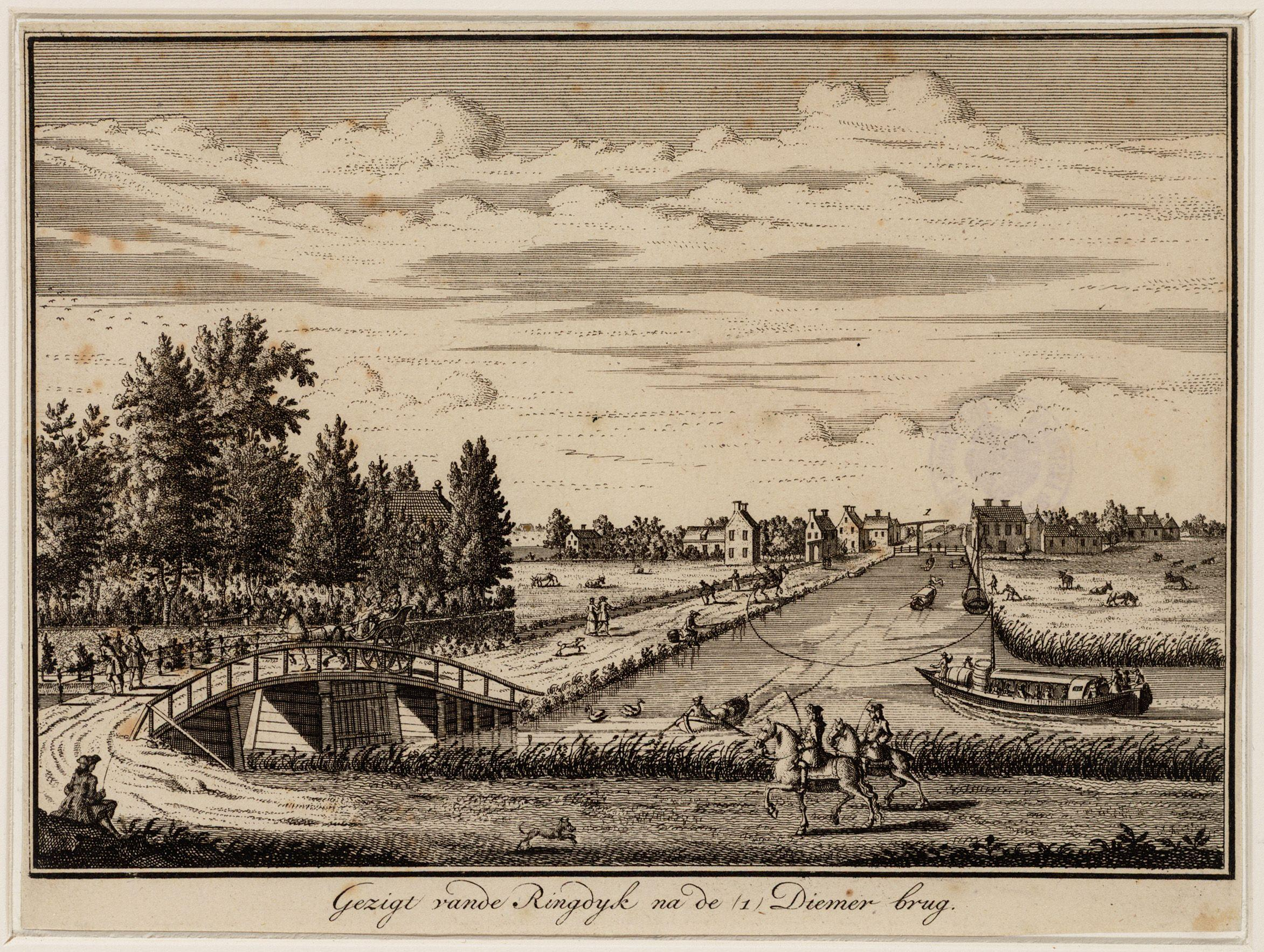
Hartveldsebrug en –weg rond 1725 vastgelegd door Daniël Stoopendaal

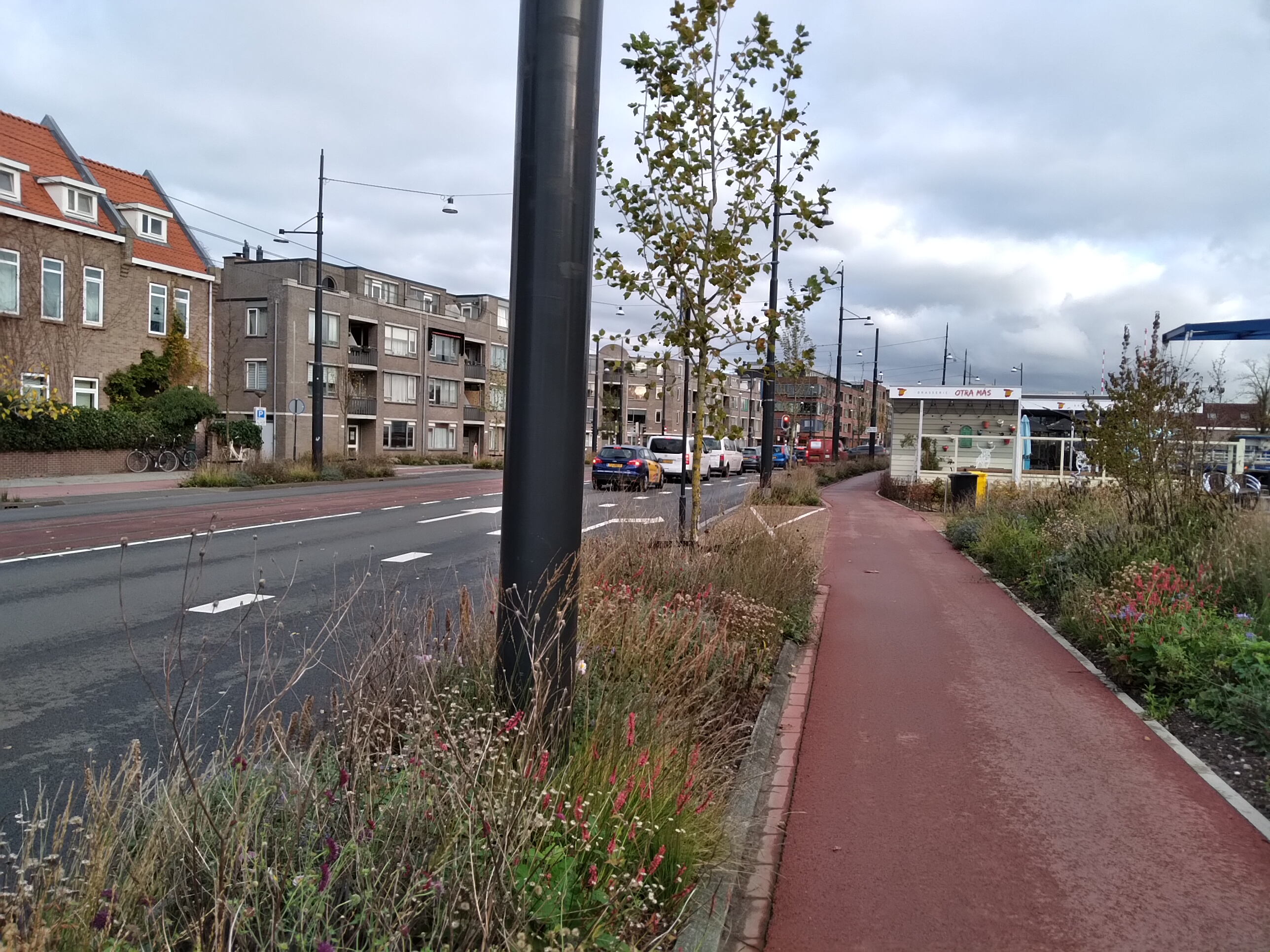
Hartveldseweg met rechts het contragewicht van de Diemerbrug (november 2021)

De Hartveldseweg is een 650 meter lange straat in het Noord-Hollandse dorp Diemen. Wanneer de weg haar naam kreeg is niet bekend, de naam duikt in de Nederlandse pers pas begin 20e eeuw op, maar is al ouder.

## Brug
Na de droogmaking van de Watergraafsmeer kwam er al snel een verbinding tot stand tussen Amsterdam en de buurtschap Diemerbrug in gemeente Diemen. Die Watergraafsmeer werd van noordwest tot zuidoost doorsneden door de Middel Wech, die in de zuidoostpunt ophield bij de Ringvaart Watergraafsmeer. Al op de kaart van Pieter van den Berge (1659-1737) worden namen vermeld van Harts velder brug en Diemer Brugs Weg (de latere Hartveldseweg) Niet veel later (uiterlijk 1735) kwam er een nieuwe kaart in de Atlas Schoemaker, waarop de Hartsvelder Brug is ingetekend. In 1865 verscheen er wederom een kaart van de gemeente Watergraafsmeer; de naam van de brug is dan Hardveldschebrug. Op geen van de kaarten is ook maar iets te vinden wat op een verklaring van de naam zou kunnen wijzen. In de loop der jaren ontstaat een verkeersknooppunt aan de westzijde van de brug (ringdijk en Middenweg) en de weg met ten noorden daarvan een lijnbaan. Het werd almaar drukker, want Amsterdam bouwt na de annexatie van gemeente Watergraafsmeer het gebied vol, maar ook Diemerbrug begon te bouwen. In de jaren tussen 1920 en 1940 is het gebied langs de Weespertrekvaart ingrijpend veranderd waarbij de oorspronkelijke bebouwing aan het water verdween. In 1954 werd besloten dat niet de Middenweg (Middel Wech) de hoofdverkeersader wordt, maar de Gooiseweg. Rond 1960 werd de kruising gerealiseerd, de Gooiseweg sluit dan aan op Rijksweg 1 waarvan het begin/eind bij de brug ligt. In ongeveer dezelfde tijd verdwijnt de naam Diemerbrug voor de buurtschap van de kaarten om vervangen te worden door Diemen.
In de jaren tachtig gaat de hele omgeving op de schop. Het deel van de Gooiseweg wordt onderdeel van de Rijksweg 10 rond Amsterdam en de belangrijkste toegang vanaf de Rijksweg 1 wordt ten noorden van Diemen neergelegd, Knooppunt Watergraafsmeer. De ringvaart wordt afgeknepen en de brug verdwijnt onder het zand.

## Weg
Tot die tijd trekken brug en weg met elkaar op. Met de oplevering van het knooppunt wordt de grens tussen Amsterdam en Diemen vanaf dan eigenlijk gevormd door het viaduct Middenweg in de Rijksweg 10. Direct daarna begint de Hartveldseweg, die dan circa 650 meter lang is. Ze eindigt nog steeds bij de kruising met de Oud-Diemerlaan (ongeveer bij de Diemerbrug). Ze ligt op de noordoevers van de Weespertrekvaart met aan de overzijde de Venser- en Prins Hendrikkade. De trekvaart kan overgestoken worden middels de Venserbrug en dezelfde Diemerbrug, beide ontsluiten Diemen-Zuid. Bij de kruising met de Oud-Diemerlaan gaat de straatnaam over in de veel langere Muiderstraatweg, die na het viaduct van de spoorlijn langs de Sniep verder loopt en na de Weteringweg eindigt als een doodlopende straat. De weg komt in rustiger vaarwater en werd gedegradeerd van rijksweg tot stadsweg. De weg werd geherprofileerd en versmald. Er kwam ruimte voor een wandel- en fietsstrook naast de trekvaart. Er is tussen wegdek en trekvaart zoveel ruimte dat er een horeca-gelegenheid kan worden geplaatst.

## Gebouwen
Van de oorspronkelijke bebouwing is vermoedelijk niets meer terug te vinden. Opvallende gebouwen zijn de drie rijksmonumenten aan de weg:
- Schuilkerk De Hoop op nummer 23
- Pastorie van Sint-Petrus'-Bandenkerk op nummer 24
- Sint-Petrus'-Bandenkerk op nummer 25

## Openbaar vervoer
In 1881 verscheen de Gooische Stoomtram, bijgenaamd de "Gooische Moordenaar" in de straat. Ze gaat over brug en straat. In 1940 werd de tram vervangen door een busdienst. Bij de herinrichting eind 20e eeuw kwam er weer ruimte voor een tram en in juli 1990 werd GVB tramlijn 9 vanaf het eindpunt in de Amsterdamse Watergraafsmeer via de Hartveldseweg en Muiderstraatweg doorgetrokken naar een nieuw eindpunt bij de toenmalige meubelboulevard aan de Sniep, ruim 50 jaar na het verdwijnen van de Gooische Stoomtram. Er kwamen haltes bij de Arent Krijtstraat en Schoolstraat. Op 22 juli 2018 werd lijn 9 vervangen door tramlijn 19. De tram rijdt voor een deel mee met het gewone verkeer (trambaan binnen de rijstroken). Ook bus 44 rijdt in de richting Diemen-Noord door de straat. De halte Schoolstraat werd in 2020 samengevoegd met de halte Nicolaas Lublinkstraat op de Muiderstraatweg tot een nieuwe halte bij de Diemerbrug.

## Kunst
Aan de Hartveldseweg bevinden zich een aantal kunstwerken. Zo staat er bij de Sint-Petrus'-Bandenkerk een Heilig Hartbeeld, is er een herdenkingsbank voor oud-gemeentearts C.J. der Kinderen en staan er twee delen van het driedelige Rustpunten XXL (2020) van Maree Blok en Bas Lugthart (het derde deel staat langs de Muiderstraatweg).